# Aponogeton natalensis
Aponogeton natalensis là một loài thực vật có hoa trong họ Aponogetonaceae. Loài này được Oliv. mô tả khoa học đầu tiên năm 1884.